# Phytomyza swertiae
Phytomyza swertiae är en tvåvingeart som beskrevs av Erich Martin Hering 1937. Phytomyza swertiae ingår i släktet Phytomyza och familjen minerarflugor.
Artens utbredningsområde är Tyskland. Inga underarter finns listade i Catalogue of Life.